# Gazélec FC Ajaccio

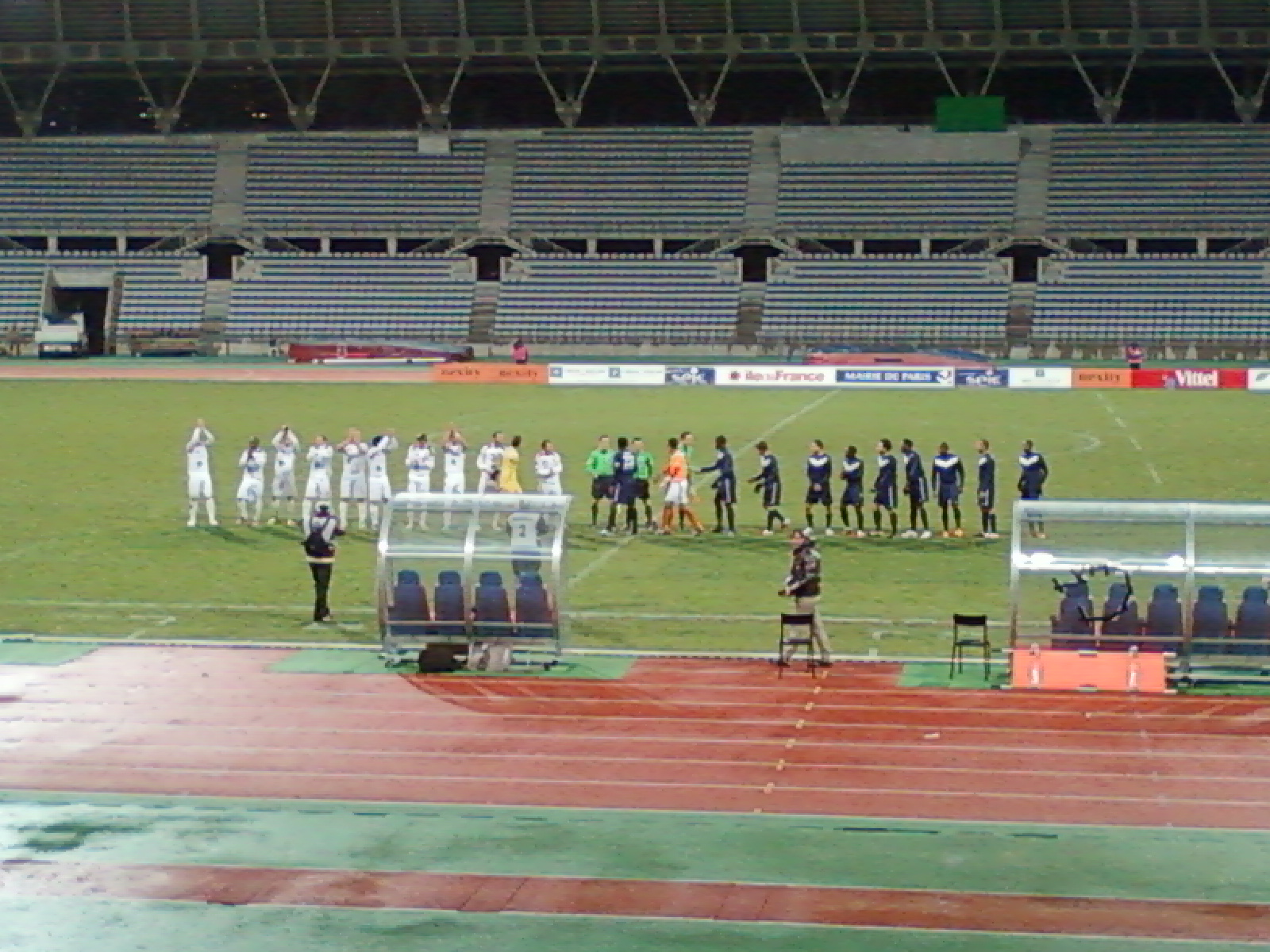
Wedstrijd tegen Paris FC in 2011

Gazélec Football Club Ajaccio was een Franse voetbalclub uit het Corsicaanse Ajaccio. De club speelde zestien seizoenen in de Ligue 2 en in latere jaren in de schaduw van stadsgenoot AC Ajaccio. In 2015 promoveerde de club voor het eerst naar de Ligue 1, echter verzeilde de club amper vijf seizoenen later weer in de vierde klasse. In januari 2023 werd de club failliet verklaard.

## Geschiedenis
De club werd in 1910 opgericht als Jeunesse Sportive Ajaccienne. Na enkele fusies ontstond in 1933 FC Ajaccio. In 1960 werd fusioneerde de club met Gazélec Ajaccio en werd zo Gazélec Football Club d'Ajaccio en sinds 1996 heeft de club zijn huidige naam. Gazélec komt van het energiebedrijf Gaz de France, Électricité de France.
In 1961 promoveerde de club naar de derde klasse en werd daar vijfde. Gazélec werd vijf keer kampioen in de derde klasse in de jaren zestig, maar weigerde het profstatuut aan te nemen zoals rivaal AC Ajaccio, dat in de hoogste klasse speelde, en kon daardoor niet promoveren naar de tweede klasse. In 1969 nam de club dan toch het profstatuut aan en promoveerde naar de tweede klasse. De club werd nu een lifploeg tussen de tweede en derde klasse en speelde telkens een aantal jaar op rij in dezelfde competitie. Begin jaren negentig speelde de club terug in de tweede klasse. In de Coupe de France 1991/92 versloeg de club eersteklassers Sporting Toulon en AS Saint-Étienne alvorens in de kwartfinale verslagen te worden door AS Monaco. In de competitie werd de club vijfde, de beste prestatie in de clubgeschiedenis. Het volgende seizoen werd de club slachtoffer van competitieherstructurering. De twee reeksen met 18 clubs in de tweede klasse werden teruggebracht naar één reeks met 22 clubs. Gazélec werd dertiende en degradeerde. De volgende seizoenen bracht de club in de derde klasse door en in 1996 fusioneerde de club met Olympique Ajaccio en nam zo de huidige naam aan. In 1997 werd de club vicekampioen achter Nîmes Olympique. Het volgende seizoen kwam speler Pascal Olmeta van RCD Espanyol naar Gazélec en werd vijfde met de club, twintig punten achter kampioen AC Ajaccio, dat voor het eerst in twintig jaar hoger zou spelen dan Gazélec. Het volgende seizoen was de club ambitieus om te promoveren, maar het liep niet heel vlot. In maart 1999 had de club tien punten achterstand op de derde in de stand Valenciennes FC. De club eindigde het seizoen echter heel sterk en slaagde erin om derde te eindigen, een plaats die recht gaf op promotie. Maar dan sloeg het noodlot toe. Een artikel in de regels van de Franse voetbalbond verbiedt een stad met minder dan 100.000 inwoners om twee profclubs in dezelfde divisie te hebben. Aangezien AC Ajaccio het voorgaande seizoen al gepromoveerd was en negende was geworden in de Division 2 mocht Gazélec niet promoveren. Er kwam heel wat tegenstand, maar de bond bleef bij zijn beslissing. Een half jaar later werd deze regel ingetrokken, maar het kwaad was al geschied en het volgende seizoen werd de club slechts vijftiende.
In 2001 werd de club achtste en bereikte de 1/32ste finales van de Franse beker, maar door financiële problemen moest de club degraderen naar de DH Corse (zesde klasse). Er kwam echter een groot protest van de supporters en er kwam een betoging om deze maatregel te verzachten. Ze slaagden in hun opzet en de club moest slechts één klasse dalen, naar de CFA. Na twee seizoenen promoveerde de club naar de derde klasse en wilde ook doorstoten naar de tweede klasse en begon goed aan de competitiestart en had promotie in zicht, maar dan ging het slechter en de club werd uiteindelijk vijfde. Na een zevende plaats in 2005 degradeerde de club weer in 2006. In het seizoen 2010/11 werd Gazélec kampioen in de CFA, groep C en promoveerde opnieuw naar de Championnat National. In 2012 promoveerde de club naar de Ligue 2, maar kon slechts één seizoen standhouden. In 2012 wijzigde de naam ook van Gazélec FCO in de huidige naam. Na één seizoen promoveerde de club terug en door de degradatie van AC Ajaccio uit de Ligue 1 komen beide clubs in 2014/15 in de Ligue 2 uit. Gazélec deed vanaf het begin af aan mee voor de promotie en had deze op zak nog voor de laatste speeldag. De club begon slecht aan de Ligue 1 maar deed het dan beter en leek het behoud te verzekeren, echter eindigde de club aan het einde van het seizoen toch nog op een degradatieplaats. De club ging in vrije val en in 2020 degradeerde de club uit de Championnat National naar de vierde klasse. In 2021 werd de club ondanks een plaats in de middenmoot, in het onvoltooide seizoen, teruggezet naar de National 3. Door financiële problemen speelde de club het seizoen 2022/23 niet uit en begon in 2023/24 in de Régional 2, de zevende klasse. 

## Erelijst
- Kampioen CFA

2003, 2011
- DH Corse

1937, 1938, 1956, 1957, 1961, 1965, 1976, 2005\

## Eindklasseringen
- 1961 1e
Niveau 4
- 1962 5e
Niveau 3
- 1963 1e
Niveau 3
- 1964 2e
Niveau 3
- 1965 1e
Niveau 3
- 1966 1e
Niveau 3
- 1967 1e
Niveau 3
- 1968 1e
Niveau 3
- 1969 10e
Division Interrégionale
- 1970 7e
Division Interrégionale
- 1971 8e
Division Interrégionale
- 1972 16e
Division Interrégionale
- 1973 6e
Division 3
- 1974 2e
Division 3
- 1975 2e
Division 3
- 1976 11e
Division 2
- 1977 15e
Division 2
- 1978 9e
Division 2
- 1979 15e
Division 2
- 1980 13e
Division 2
- 1981 13e
Division 2
- 1982 17e
Division 2
- 1983 11e
Division 3
- 1984 8e
Division 3
- 1985 7e
Division 3
- 1986 1e
Division 3
- 1987 13e
Division 2
- 1988 16e
Division 2
- 1989 9e
Division 3
- 1990 3e
Division 3
- 1991 14e
Division 2
- 1992 5e
Division 2
- 1993 13e
Division 2
- 1994 10e
National 1
- 1995 8e
National 1
- 1996 7e
National 1
- 1997 2e
National 1
- 1998 5e
National
- 1999 3e
National
- 2000 15e
National
- 2001 8e
National
- 2002 15e
National
- 2003 3e
National
- 2004 5e
National
- 2005 7e
National
- 2006 20e
National
- 2007 7e
CFA
- 2008 3e
CFA
- 2009 9e
CFA
- 2010 2e
CFA
- 2011 1e
CFA
- 2012 3e
National
- 2013 20e
Ligue 2
- 2014 3e
National
- 2015 2e
Ligue 2
- 2016 19e
Ligue 1
- 2017 9e
Ligue 2
- 2018 16e
Ligue 2
- 2019 18e
Ligue 2
- 2020 17e
National
- 2021
National 2

- Niveau 1
- Niveau 2
- Niveau 3
- Niveau 4

| Seizoen   | №  | Clubs | Divisie              | Duels | Winst | Gelijk | Verlies | Doelsaldo | Punten | Tsch  |
| --------- | -- | ----- | -------------------- | ----- | ----- | ------ | ------- | --------- | ------ | ----- |
| 2013–2014 | 3  | 18    | Championnat National | 34    | 17    | 9      | 8       | 45–27     | 60     | 1.435 |
| 2014–2015 | 2  | 20    | Ligue 2              | 38    | 18    | 11     | 9       | 49–37     | 65     | 2.308 |
| 2015–2016 | 19 | 20    | Ligue 1              | 38    | 8     | 13     | 17      | 37–58     | 37     | 3.719 |
| 2016–2017 | 9  | 20    | Ligue 2              | 38    | 13    | 12     | 13      | 47–51     | 51     | 2.919 |
| 2017–2018 | 16 | 20    | Ligue 2              | 38    | 11    | 8      | 19      | 35–60     | 41     |       |
| 2018-2019 | 18 | 20    | Ligue 2              | 38    | 9     | 12     | 17      | 35–60     | 39     |       |
| 2019-2020 | 17 | 18    | Championnat National | 25    | 4     | 8      | 13      | 15-35     | 19     |       |